# Concha Piquer
María de la Concepción Piquer López (Valencia, 13 de diciembre de 1906 - Madrid, 12 de diciembre de 1990)  más conocida como Concha Piquer fue una cantante y actriz española, una de las figuras más relevantes del género de la copla.

## Biografía
Concepción Piquer López nació en Valencia. Diferentes fuentes recogen como fecha de nacimiento el 8 de diciembre de 1906 y el 13 de diciembre de 1906, fecha que se toma de la fecha indicada en la partida de nacimiento, según inscripción en el Registro Civil:

En la ciudad de Valencia, a las once y treinta minutos del día catorce de diciembre de mil novecientos seis, ante don Elías Ros Andrés, juez municipal del distrito de Serranos y don Julio Gil y Morte, secretario del mismo, comparece Pascual Piquer Catalá, natural de Jatova, provincia de Castellón, casado de treinta y cinco años de edad, albañil, domiciliado en la calle Ruaya número veintitres, piso primero, para inscribir en el registro civil una niña; y al efecto como padre de la misma declara: que dicha niña nació en su domicilio a las ocho horas de ayer.
Que es legítima del declarante y de su mujer (sic) Ramona López Ferrándiz, natural de Valencia de veintisiete años, sus labores, etc... [...] y que la expresada niña se le ha puesto por nombre Concepción; fueron testigos presenciales Salvador Martínez Carrasco y José López Aguado, ambos mayores de edad y de este domicilio.

Pertenecía a una familia humilde que había tenido anteriormente cuatro hijos y que habían muerto prematuramente. En su partida de nacimiento, se tomó como fecha real el 13 de diciembre, aunque quizá por superstición siempre se citó que fue el día de su santo, el 8 de diciembre.[cita requerida] Sus padres eran Pascual Piquer Catalá, albañil, natural de Gátova, y Ramona López Ferrándiz, modista, de Valencia.Su padre falleció de cirrosis y la situación de la familia quedó delicada en cuanto al tema económico.

### Trayectoria artística
Con sólo once años, debutó en el Teatro Sogueros de Valencia. Estudió canto con el maestro Laguna. 

#### La aventura americana
Fue descubierta por el maestro Manuel Penella en el teatro del Huerto de Sogueros, donde se la conocía como “la xiqueta del carrer Morvedre”.  El compositor preparaba el estreno de su zarzuela El gato montés en Nueva York, así que le pidió ir con él. El 13 de septiembre de 1922, en un entreacto de este estreno, interpretó la canción "El florero" de Penella. Pasó cinco años en Estados Unidos, cantando en Broadway y en muchos teatros. Su música de este periodo fue interpretada por las orquestas estadounidenses y españolas, haciéndose muy conocida tanto en Nueva York como en Madrid y otras capitales. [cita requerida]
Durante este periodo, en 1923, realizó un cortometraje sonoro, "From far Seville", dentro de una de las muchas pruebas que Lee De Forest estaba realizando mientras experimentaba y perfeccionaba su sistema de sonido sincronizado Phonofilm. Cuando la filmación fue encontrada en 2010, los medios españoles la consideraron erróneamente la primera filmación sonora de la historia.
Viajaba siempre con un montón de baúles, los suyos y los de la casa con ropa de cama, de mesa y similares pues tenía la costumbre de alquilar una casa en el lugar donde estuviera de gira. Su marido acarreaba dos baúles llenos de aceite de oliva. A raíz de todo esto se acuñó la expresión «el baúl de la Piquer».

#### El regreso a España
Regresó a España, donde actuó en el teatro Romea de Madrid y en el Coliseum barcelonés, y rodó en París El negro que tenía el alma blanca, de Benito Perojo. Siguió con La bodega (1930, Benito Perojo), Yo canto para ti (1935, Fernando Roldán), La Dolores (1940, Florián Rey), Filigrana (1949, Luis Marquina) y Me casé con una estrella (1951, Luis César Amadori). En 1933, Piquer conoció al torero Antonio Márquez, con el que se casó en 1945 en Montevideo (ya que estaba casado en España y allí no se podía divorciar y volverse a casar), que fue el padre de su hija Concha Márquez Piquer y de un hijo, fallecido a los dos meses de nacer, y enterrado en el cementerio de San Fernando (Sevilla). Conoció al poeta y letrista Rafael de León y junto con Antonio Quintero y el maestro Manuel López-Quiroga y Miquel crearon una serie de espectáculos donde aparecían canciones que se hicieron muy populares, como la copla "La Parrala". Otras de sus canciones son "Tatuaje", "Ojos verdes", "Copla de los siete niños", "No te mires en el río", "Los piconeros", "La Lirio", "Romance de la reina Mercedes", "A la lima y al limón", "Antonio Vargas Heredia", "Cárcel de oro", "La niña de la estación" y "No me quieras tanto", así como las versiones de "Y sin embargo te quiero" y "Yo soy esa". [cita requerida]
Interpretó con un estilo depurado de gran perfección vocal las composiciones más famosas de la canción española, casi todas ellas obra de Valverde, Quintero, León y Quiroga.
En el teatro Victoria de Isla Cristina tuvo lugar el 13 de enero de 1958 su última actuación interpretando "Mañana sale". Decidió retirarse tras perder la voz por unos momentos. Tras esto, no volvería a actuar en público, aunque debido a que tenía un contrato vigente con la discográfica Columbia,[cita requerida] siguió grabando discos hasta 1963, siendo la canción más destacada de este último periodo "Cinco farolas", tema que originalmente fue estrenado en sus espectáculos por Juanita Reina. Valencia le dedicó una calle y convirtió en museo la propia casa de la Piquer. Su última actuación pública fue en la presentación de la Falla Plaza del Pilar en el año 1964. Falleció en Madrid el 12 de diciembre de 1990.Está enterrada en el Cementerio de San Isidro.

### Trayectoria como empresaria
Concha Piquer creó su propia compañía con la que montó sus espectáculos y ella misma la dirigía con mano de hierro. Despidió a Manolo Caracol por un retraso a la hora de comenzar la función y, era regla general en su empresa, que a cualquier artista que saliera a escena con la ropa sucia o mal planchada o quien se retrasara en los ensayos, se le multaba. Según sus biógrafos, esa fue la educación profesional que recibió en Estados Unidos, donde asimiló la disciplina y el sentido del orden que en ese entonces imperaba en Broadway.

## Filmografía
| Año  | Título                                                  | País           | Director                  | Papel                         | Notas                      |
| ---- | ------------------------------------------------------- | -------------- | ------------------------- | ----------------------------- | -------------------------- |
| 1923 | From far Seville / De la lejana Sevilla .               | Estados Unidos | Lee De Forest             | Ella misma                    | Documental \| Cortometraje |
| 1927 | El negro que tenía el alma blanca / Le danseur de jazz. | España Francia | Benito Perojo             | Emma                          | Cine mudo                  |
| 1930 | La bodega.                                              | España Francia | Benito Perojo             | María Luz                     |                            |
| 1934 | Yo canto para ti.                                       | España         | Fernando Roldán           |                               |                            |
| 1940 | La Dolores.                                             | España         | Florián Rey               | Dolores                       |                            |
| 1949 | Filigrana.                                              | España         | Luis Marquina             | María Paz Alcolea "Filigrana" |                            |
| 1954 | Me casé con una estrella.                               | Argentina      | Luis César Amadori        | Gloria María del Carmen Soler |                            |
| 1975 | Canciones de nuestra vida                               | España         | Eduardo Manzanos Brochero | Ella misma                    | Documental                 |